# Метод скінченних різниць

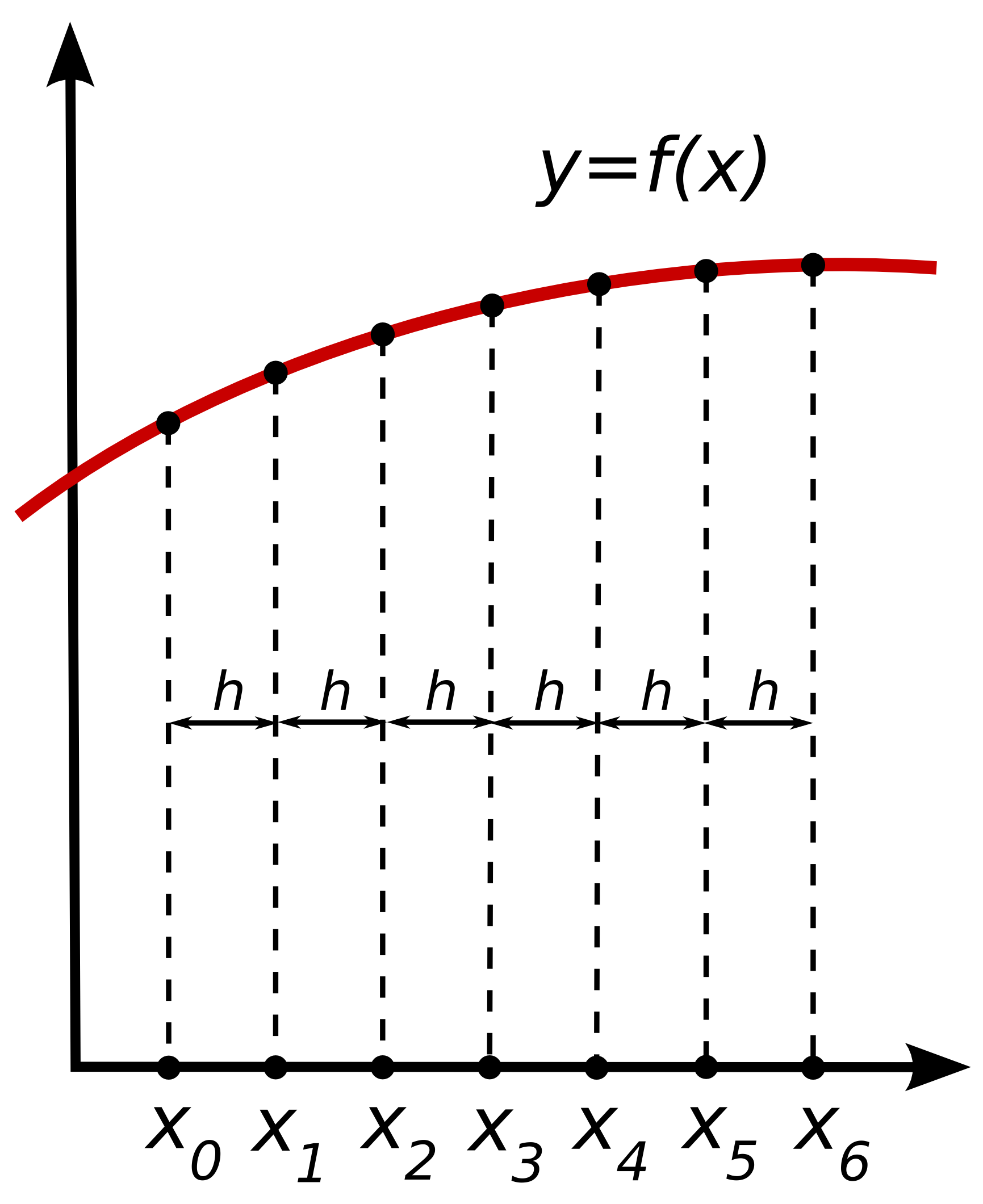
Методи скінченних різниць базуються на дискретизації функції на сітці

Методи скінченних різниць, методи сіток — чисельні методи розв'язку інтегро-диференціальних рівнянь алгебри, диференціального, інтегрального числення, основані на заміні диференціальних операторів різницевими операторами, інтегралів — сумами, а функцій неперервного аргументу — функціями дискретного аргументу. Така заміна приводить до системи, взагалі кажучи, нелінійних алгебраїчних рівнянь, які зрештою зводяться до лінійної системи деяким ітераційним методом. Якщо початкова задача має вигляд
{\displaystyle {\frac {\partial u}{\partial t}}=Au+f,\,\,\,\,\,\,\,\,\,(1)}
{\displaystyle (x,\,t)\in \Omega ,},
{\displaystyle lu=g,\,(x,\,t)\in \partial D\times T;\,u(x,\,0)=u_{0}(x)}
де {\displaystyle \Omega =D\times T} — циліндрова область інтеграції {\displaystyle t\in T=[0,\,t{}_{0}]} — межа області {\displaystyle \Omega }, {\displaystyle \!D} — її основа, {\displaystyle u}— шукана вектор-функція {\displaystyle f} і {\displaystyle g}— задані вектор-функції, {\displaystyle x} — просторовий векторний аргумент, {\displaystyle A} і {\displaystyle l} — оператори (не обов'язково обмежені), то найпростіша схема інтеграції початкового рівняння має вигляд:
{\displaystyle {\frac {u^{n+1}-u^{n}}{\tau }}=\Lambda _{1}u^{n+1}+\Lambda _{0}u^{n}+F\,\,\,(2)},
{\displaystyle (x,\,t)\in \Omega _{h}}
Тут {\displaystyle \!u^{n}} — сіткова функція, що є розв'язком різницевого рівняння, {\displaystyle \Lambda _{1},\,\Lambda _{0},\,\lambda }— різницеві оператори, залежні від параметрів {\displaystyle \!\tau }, {\displaystyle \!h} сітки, {\displaystyle \!t=n\tau }, {\displaystyle \!\Omega _{h}} — сіткова область, що апроксимує деяким чином область {\displaystyle \!\Omega }, {\displaystyle \!\partial D\times T}— її границя {\displaystyle \!F}і {\displaystyle \!G}— сіткові функції, що апроксимують функції {\displaystyle \!f}і {\displaystyle \!g} відповідно. Окремим випадком схеми (2) є схема з вагами, коли {\displaystyle \!\Lambda _{1}=\alpha \Lambda }
{\displaystyle \!\Lambda _{0}=\left(1-\alpha \right)\Lambda }, {\displaystyle \!\alpha } — ваговий коефіцієнт.
Схема (2) називається двошаровою, оскільки вона зв'язує між собою значення {\displaystyle \!u^{n}} і {\displaystyle \!u^{n+1}} різницевого розв'язку на двох тимчасових шарах {\displaystyle \!n\tau }; можливі також і багатошарові схеми. Якщо оператор {\displaystyle \!E-\tau \Lambda _{1}}, де {\displaystyle \!E} — одиничний оператор, оборотний, то схема (2) може бути представлена у вигляді, що розв'язується {\displaystyle \!u^{n+1}=\sigma u^{n}+\Phi \,\,\,\,\,\,(3)} де оператор {\displaystyle \!\sigma } називається оператором кроку різницевої схеми і враховує крайові умови, а {\displaystyle \!\Phi } — функція, залежна від {\displaystyle \!F}і {\displaystyle \!G}. Кажуть, що оператор {\displaystyle \!\Lambda \left(\tau \right)}, залежний від параметра {\displaystyle \!\tau }, апроксимує (приблизно) оператор {\displaystyle \!A}, якщо {\displaystyle \!\left\|[\Lambda \left(\tau \right)-A]\,u\right\|=\varepsilon n\left(\tau \right)\to 0} при {\displaystyle \!\tau \to 0}. Тут {\displaystyle \!u\in U} — деяке еталонне сімейство функцій, на якому перевіряється апроксимація (наприклад, сімейство достатньо гладких функцій).
Схема (2) називається коректною, або стійкою, якщо {\displaystyle \!\left\|\sigma \right\|_{B}=1+O(\tau )}, де {\displaystyle \!\left\|\sigma \right\|_{B}} означає норму оператора {\displaystyle \!\sigma } в деякому банаховому просторі. {\displaystyle \!B} (див. простір абстрактний у функциональному аналізі), яке може залежати від {\displaystyle \!h}.
Схема (2) апроксимує рівняння (1), якщо {\displaystyle \!\Lambda _{1}+\Lambda _{0}\propto l} і {\displaystyle \!\lambda \propto l}. Для лінійних систем рівнянь встановлені теореми збіжності, що стверджують, що збіжність різницевого рішення до розв'язку початкового рівняння виходить з апроксимації і коректності (стійкості) різницевої схеми.
Якщо властивості апроксимації, стійкості і збіжності мають місце лише при деякому співвідношенні між параметрами сітки {\displaystyle \!\tau }, {\displaystyle \!h}, де {\displaystyle \!h=h(\tau )}, то їх називають умовними. Якщо ж ці властивості справедливі при будь-якому співвідношенні між {\displaystyle \!\tau } і {\displaystyle \!h}, то їх називають абсолютними.
Схема (2) називається явною, якщо
{\displaystyle \!\Lambda _{1}\equiv 0}, і неявною, якщо {\displaystyle \!\Lambda _{1}\neq 0}.
Схеми, що абсолютно збіжні, існують лише в класі неявних схем. Як правило, при відповідному виборі параметрів схеми (наприклад вагових коефіцієнтів) неявні схеми є абсолютно стійкими, вони допускають скільки завгодно великий крок {\displaystyle \!\tau }. Але перетворення оператора {\displaystyle \!E-\tau \Lambda _{1}} ускладнює алгоритм. У разі одновимірних задач неявні схеми реалізують методом факторизації; вони є достатньо економічними. Для багатовимірних задач неявні економічні схеми одержують за допомогою дробових кроків методу, який зводить багатовимірні задачі до послідовності одномірних або простіших задач.
Для розв'язання стаціонарних задач застосовують метод стаціонування (встановлення), в якому стаціонарний розв'язок розглядається як межа нестаціонарного розв'язку із стаціонарним (або що встановлюються) краєвими умовами. Відповідно до цього стаціонарну задачу вирішують ітераційним методом, аналогічним різницевому методу інтеграції (2). На відміну від нестаціонарного випадку, оператор {\displaystyle \!\sigma } для ітераційного процесу повинен бути сильно стійкий, тобто повинен задовольняти умові {\displaystyle \!\left\|\sigma \right\|_{B}=1+\varepsilon (h)}, {\displaystyle \!\varepsilon (h)>0}. При розв'язку нелінійних задач, особливо в механіці суцільного середовища, застосовують комбінації схем інтеграції з ітераційними методами (т.з. ітерації по нелінійності).

### Дробний порядок
Нехай {\displaystyle f(x)} є скалярною функцією із {\displaystyle \mathrm {Dom} (f)\subset R,} а {\displaystyle f_{k}=f(x_{k}),} де {\displaystyle x_{k}=a+kh} (де {\displaystyle h=\mathrm {const} >0,\,\,k=0,\pm 1,...}) - точки із {\displaystyle \mathrm {Dom} (f).}
Перша різниця у точці {\displaystyle x_{k}} є прирощенням
{\displaystyle \Delta f_{k}=f_{k+1}-f_{k}.}
Кінцева (права) різниця порядку {\displaystyle m} функції у точці {\displaystyle x_{k}} визначається рекурентною формулою
{\displaystyle \Delta ^{m}f_{k}=\Delta ^{m-1}f_{k+1}-\Delta ^{m-1}f_{k}=\sum _{j=0}^{m}(-1)^{j}{\begin{pmatrix}m\\j\end{pmatrix}}f_{k+m-j},\quad \quad m=1,2,...;}
{\displaystyle \Delta ^{1}f_{k}=\Delta f_{k},\quad \quad \Delta ^{0}f_{k}=f_{k}.}
Скінченні різниці {\displaystyle \Delta ^{m}f_{k},\,\,m=1,2,...} є випередженням. Запізненням ж є
{\displaystyle \nabla f_{k}=f_{k}-f_{k-1}=\Delta f_{k-1},\quad \quad \nabla ^{m}f_{k}=\Delta ^{m}f-{k-m},\quad \quad m=1,2,...}
Запізнювані різниці називаються також лівими різницями. Центральною різницею є
{\displaystyle \Delta ^{m}f_{k-{\frac {m}{2}}}.}
Кінцевою (правою) різницею порядку {\displaystyle a\in \mathbb {C} } у точці {\displaystyle x_{k}}є
{\displaystyle \Delta ^{a}f-{k}=\sum _{j=0}^{m}(-1)^{j}{\begin{pmatrix}a\\j\end{pmatrix}}f_{j+m-j},\quad \quad m=1,2,...}
Відношення {\displaystyle {\frac {\Delta ^{a}f_{k}}{h^{a}}}\,\,\,(h^{a}=\exp(a\ln k)),\,\,\,k=0,\pm 1,\pm 2,...} є різницевою похідною (дробного) порядку {\displaystyle a} у точці {\displaystyle x_{k}}.
Нехай {\displaystyle x\in \mathrm {Dom} (f)} - довільне число, більше від {\displaystyle a},
{\displaystyle x_{k}=a+kh,\quad \quad h=\delta _{n}=(x-a)/n,\quad \quad n=1,2,...}
При виборі точок {\displaystyle x_{k}} ({\displaystyle k=0,\pm 1,\pm 2,...}) й числа {\displaystyle h}, які є вузлами й кроком, мають місце вирази
{\displaystyle \nabla ^{m}f_{n}=\nabla ^{m}f_{n-m}=\sum _{j=0}^{m}(-1)^{j}{\begin{pmatrix}m\\j\end{pmatrix}}f_{n-j}=\sum _{j=0}^{m}(-1)^{j}{\begin{pmatrix}m\\j\end{pmatrix}}f(x-j\delta _{n}),\quad \quad m=1,2,...}
Звідси
{\displaystyle \nabla ^{m}f(x)=\sum _{j=0}^{m}(-1)^{j}{\begin{pmatrix}m\\j\end{pmatrix}}(x-j\delta _{n}),\quad \quad m=,1,2,...}
Відношення
{\displaystyle \Delta _{n}^{a}f(x)={\frac {\nabla _{n}^{a}f(x)}{\delta _{x}^{a}}},\quad \quad n=1,2,...}
є різницевою похідною функції у точці {\displaystyle x.} 